# サン・ド・ブフ釉薬

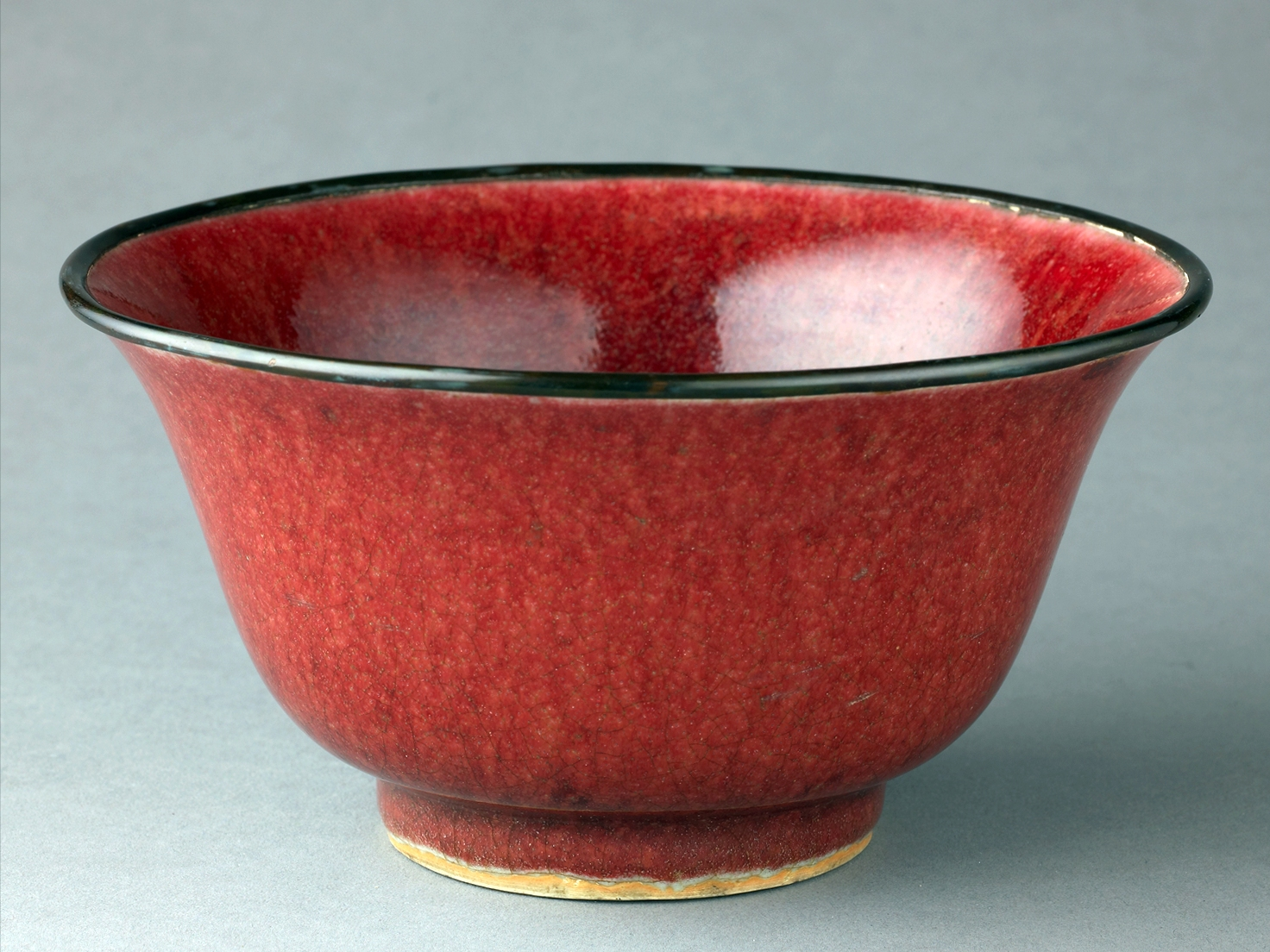
サン・ド・ブフ盃が付いた18世紀の中国磁器のボウル。

サン・ド・ブフ釉薬、またはサン・ド・ブフは、18世紀初頭から中国の磁器に用いられ始めた、深紅の釉薬。名前はフランス語で「牛の血」の意であり、英語では「オックスブラッド(oxblood)」とも呼ばれる。
サン・ド・ブフは、「予測不可能だが、装飾性が高く変幻自在の効果」が特徴とされ、多く開発された「フランベ」釉薬の一種であり、康煕帝時代（1662–1722）に景徳鎮窯で開発された。ある学者によれば、「この壮麗な釉薬を用いた素晴らしい作品では、かすかにひび割れ無数の泡が散らされた澄んだ表層から、地の色が透けて見えるように思える」。
一般的な赤い釉薬と同じく、主な着色剤は酸化銅で、還元雰囲気で（酸素なしで）焼成されたものだが、それらを酸化性雰囲気に晒すことは仕上げ工程の一部であったかもしれない。19世紀後半以降、多くの西洋の陶工がこの釉薬を量産しようと長きにわたる実験を行ったが、作成も制御も技術的に困難を極めた。

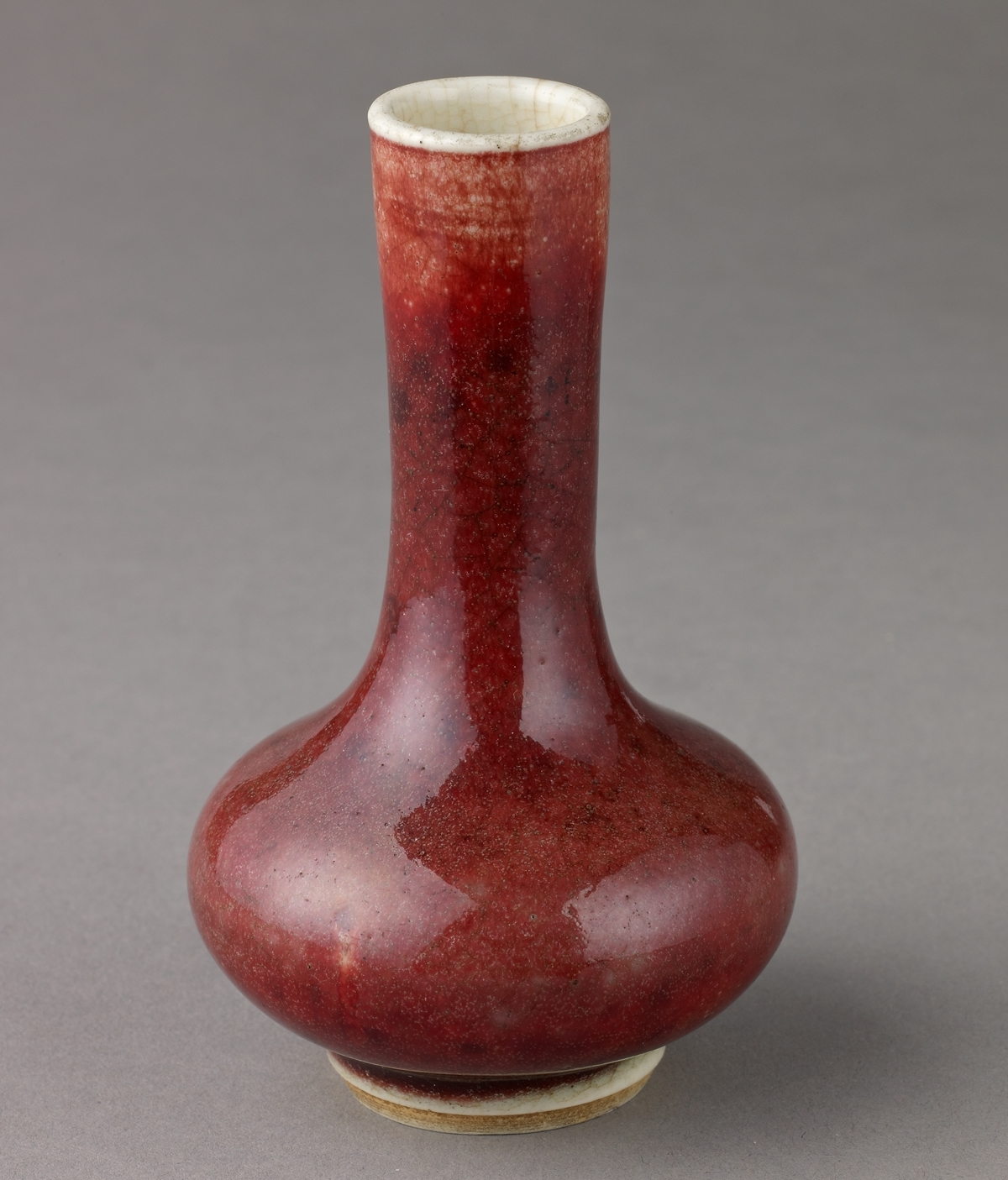
18世紀の小さな花瓶、上部にいくにつれ釉薬が薄くなっている。

博物館や本によっては、「sang de boeuf」、「oxblood」という用語が、ハイフンや大文字小文字、斜体などのバリエーションを含んで用いられる。この釉薬の中国名として最も一般的なのは郎窑红（lángyáohóng、「郎窯の紅釉」）で、他には牛血红（niúxiěhóng、「牛の血のような紅釉」）とも呼ばれる。

## 中国におけるサン・ド・ブフ

### 明の模倣品としての起源

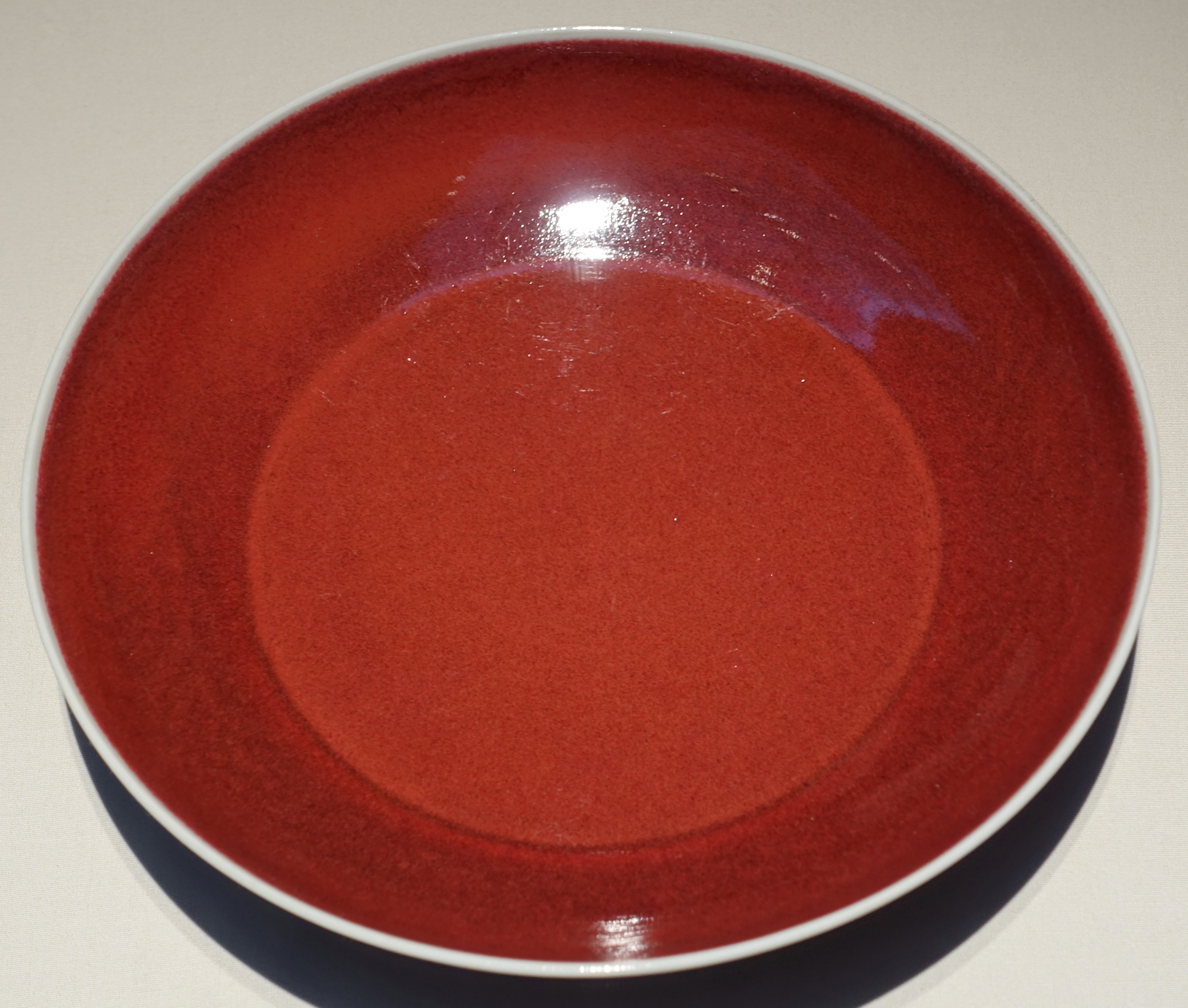
宣徳帝（1426–1435）の治世であることを示す印が付いた、明の「捧げもの」銅赤皿。康煕帝時代の陶工の目標となった。

サン・ド・ブフ釉薬は、「捧げもの(sacrificial)」 釉薬を復元すべく、1705年から1712年頃に開発されたとされる。この釉薬は明王朝の宣徳帝時代（1426–35）に景徳鎮で儀式に利用された有名な釉薬だったが、製法は失われ、作品も彼の退位後には極小数しか残らなかったことで有名だった。
大明会典によれば、明王朝初代の洪武帝による治世2年目の1369年から、皇帝が儀式を行う上で必要とされた捧げものにはこの単色の器が用いられるようになったため、「捧げものの赤(sacrificial red)」と呼ばれるようになった。中国語では鲜红（xiānhóng、「鮮やかな赤」）ないし宝石（bǎoshíhóng、「ルビーの赤」）と呼ばれた。また、この法律は、各色が特定の方位と儀式に対応付けられるともしている。「各方位に対応する器を置きましょう。赤は太陽、青は天、黄色は地、白は月の祭壇へ」。
宣徳帝時代に開発された「捧げものの赤」は、彼の死後に生産されなくなった。多くの人が模倣を試みてきたものの、誰も成功していない。この事実は、皇帝が王家の陶器に興味を持っていたこと、一部の機密事項はごく限られた陶芸家のみが知っていただろうことを示唆する。

### 清のサン・ド・ブフ
サン・ド・ブフのような単色釉薬は、明朝や宋朝 （960–1279）の歴史的な中国陶磁器を最高のものとして復古を試みた清朝において、人気が復活した。これらは宮廷向けのものとして、既存のものとは完全に異なるスタイルで。景徳鎮で製造された。粉彩、緑の素三彩などの後世に開発された、主調色に基づいた配色を色絵に用いる精巧なデザインを採用している。当初、これらの多くは売り物として生産されており、中国の輸出磁器として宮廷からはよりシンプルな装飾が望まれていた。
宣徳帝の「捧げものの赤」はごく僅かにまだらな覆い方だったので、サン・ド・ブフは様々な影や色の種類がある。釉薬のまだら模様や縞模様は器の上の方では白く消えていくことが多いし、逆に花瓶の肩から足の部分にかけてはやや厚くなる。足は釉薬に覆われきっていないことも多い。また、薄く釉薬のかかった部分にはクラクリュールや、緑がかった色合いが見られることもある。これらはすべて望ましい効果と考えられていた。通常、釉薬は閉じた形状の外側にのみ使用され、内側やリムには透明な釉薬のまま残る。赤い釉薬はおそらく吹付けられたと考えられる。他にはターコイズ、ラベンダー、パープル色が現れうる。
非常に敏感な変数が多数あるため、最初は釉薬の色と効果をろくに制御することができず、そのランダム性は中国の美学にも影響を与えた。18世紀後半までは、より確実な制御ができるようになった。

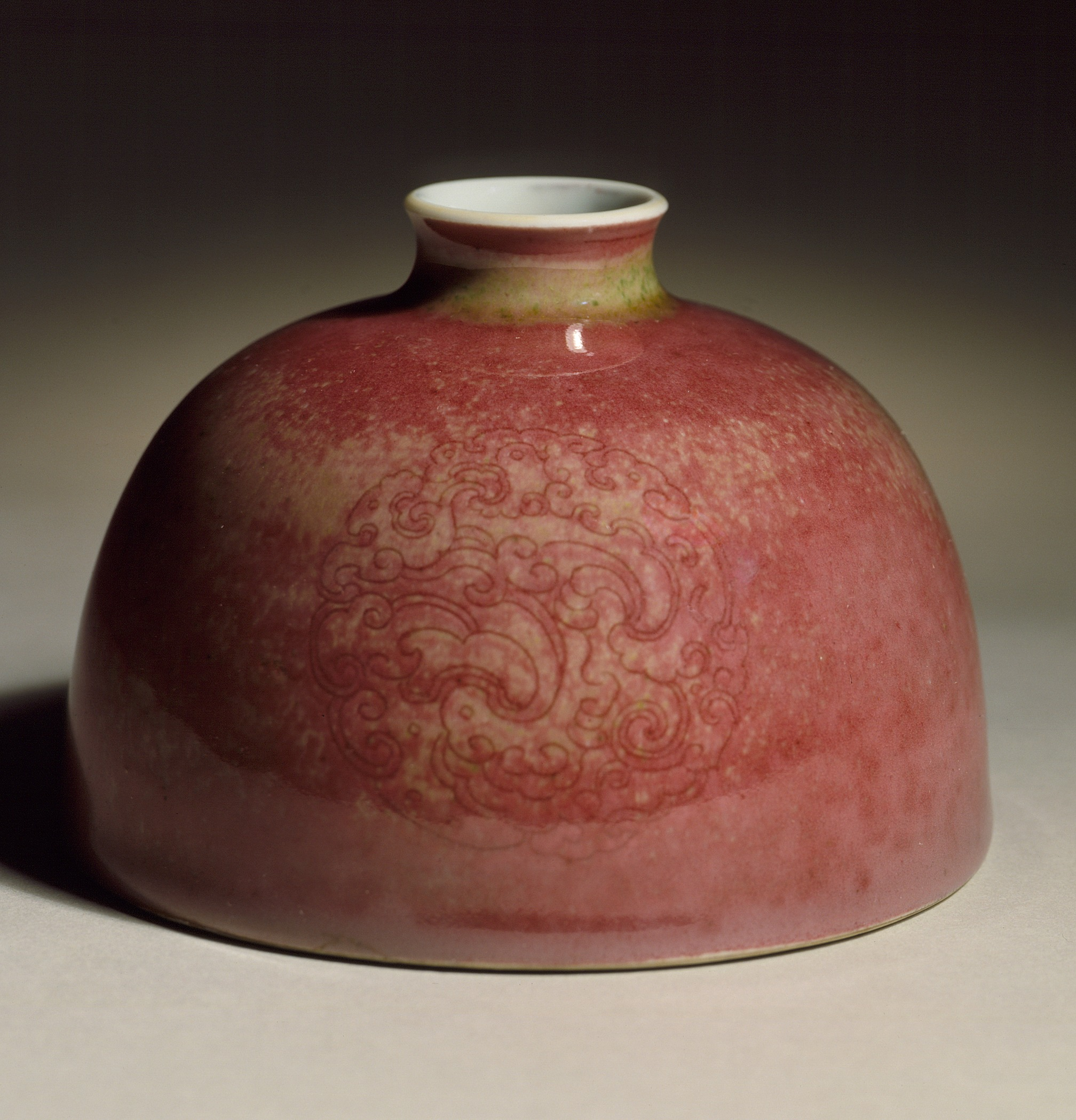
酸化銅ピーチブルームが施され、龍の装飾が刻まれた景徳鎮の器。
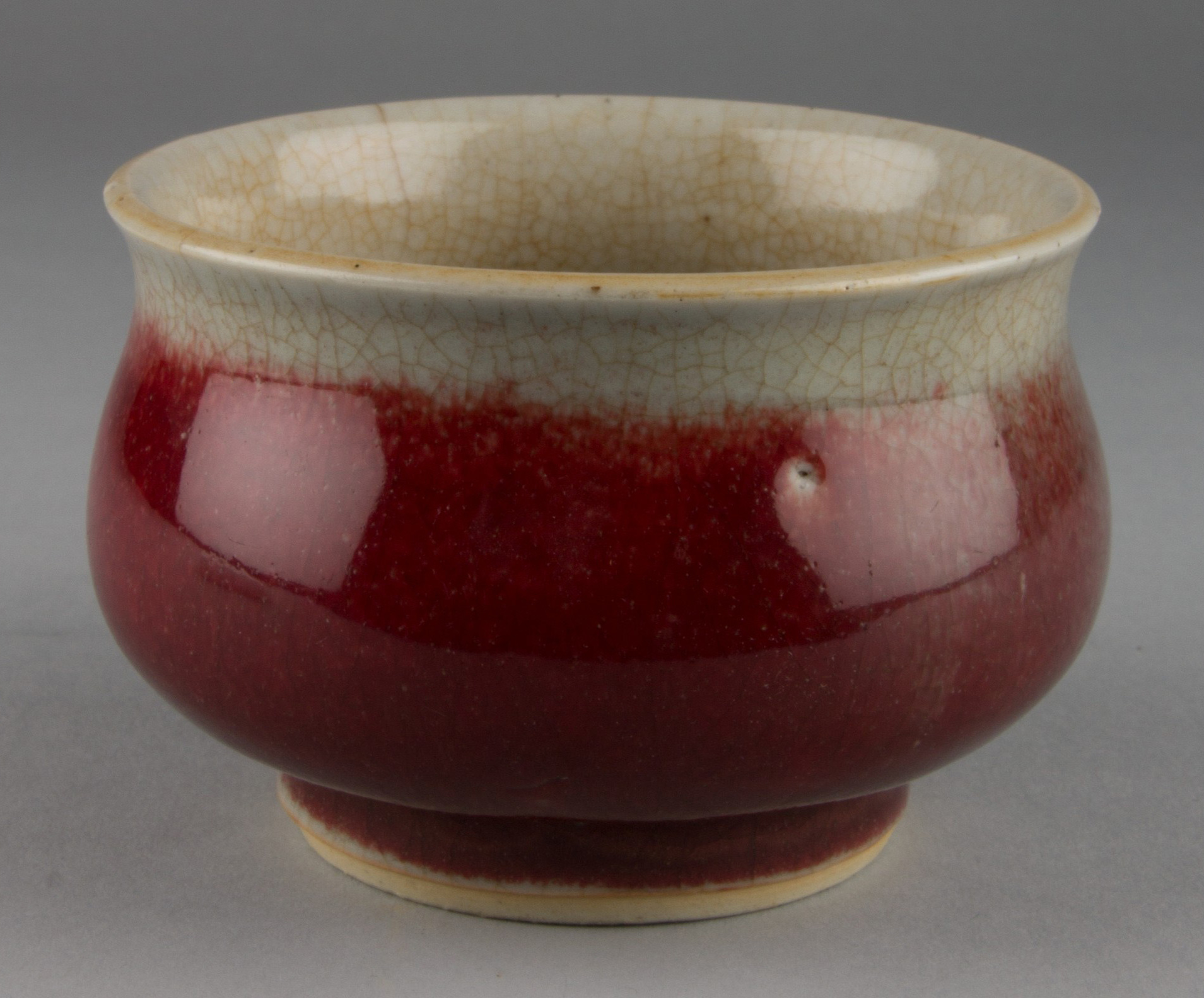
康煕帝代の器、1722年以前。
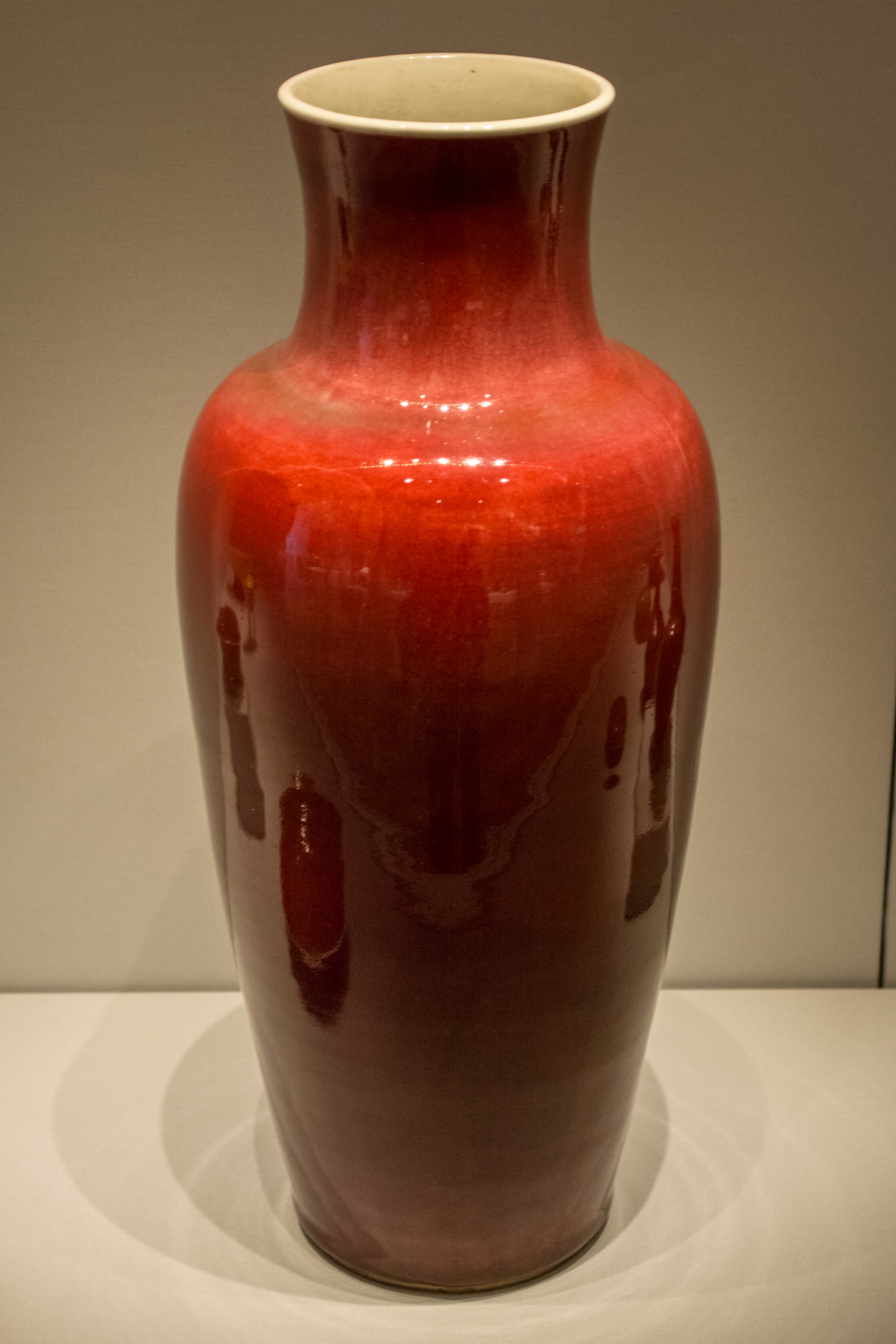
康煕帝代の花瓶、1722年以前。
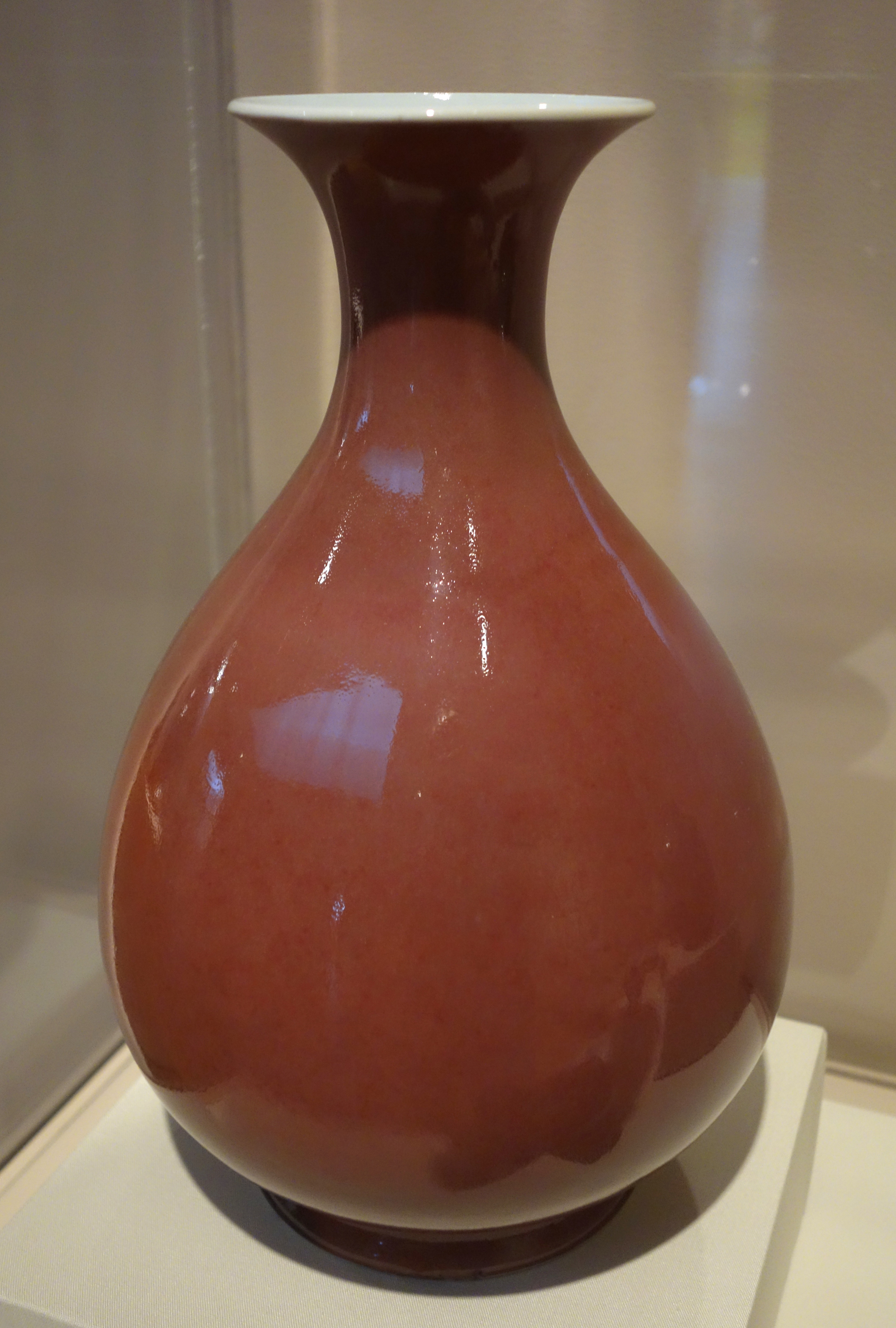
康煕帝代の花瓶、1722年以前。
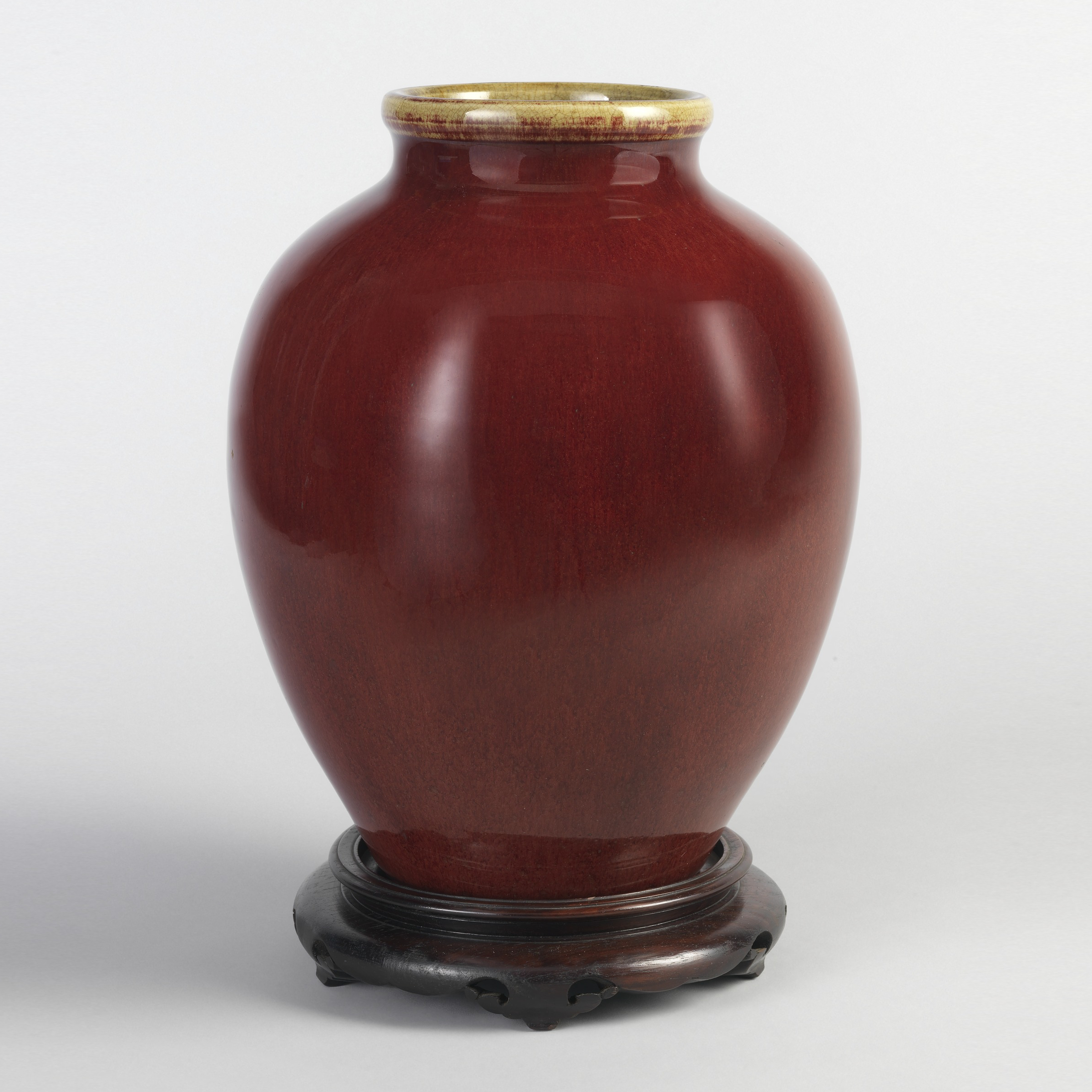
18世紀の壺。

## 西洋版

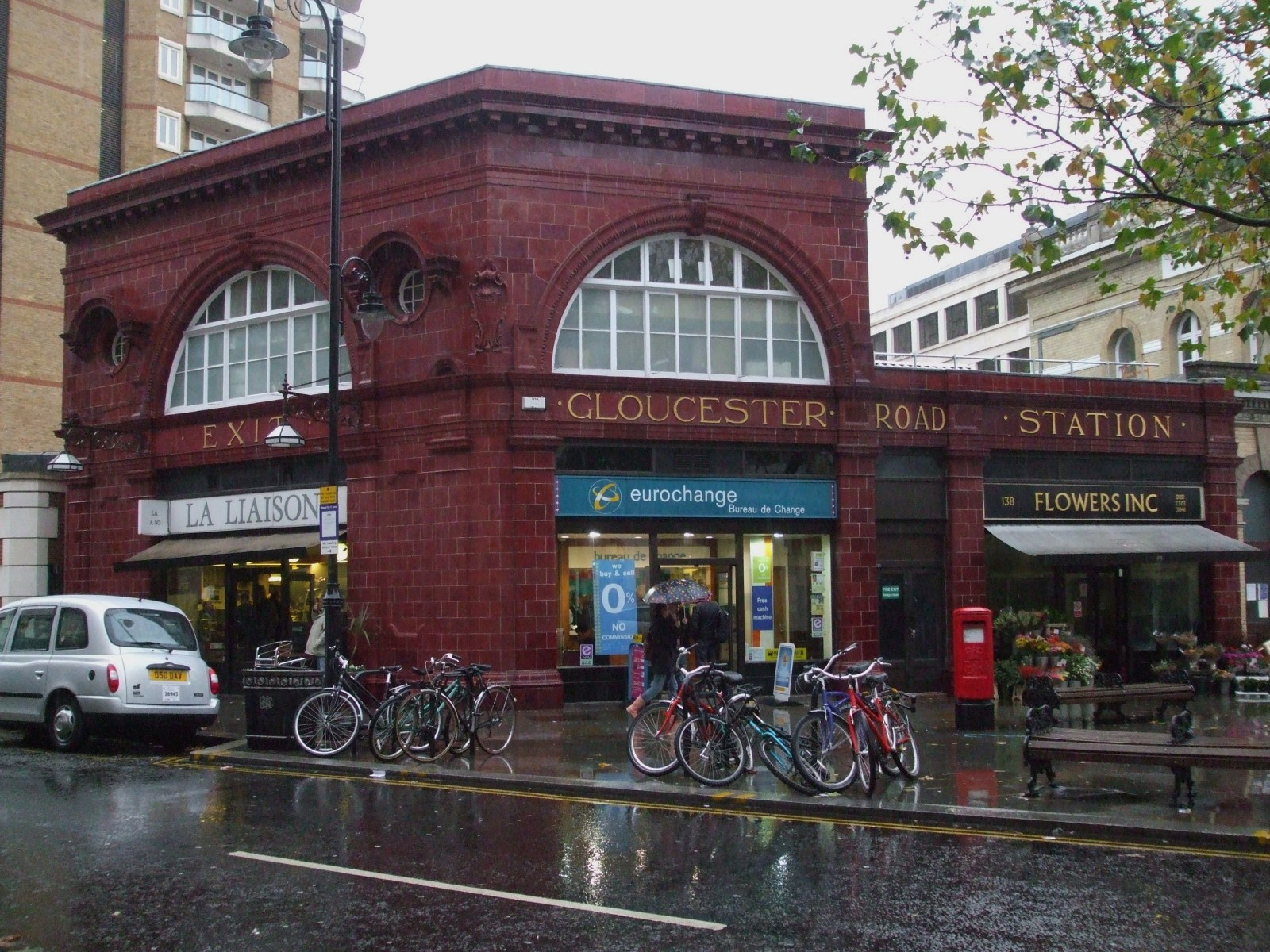
グロスターロード駅、ピカデリー線、多くのロンドン地下鉄駅の建物で使用されているサン・ド・ブフタイル。

19世紀には、さまざまな西洋の陶芸家が、大きな評判を得ていた中国の釉薬を模倣しようと試みたが、磁器も炻器も複製は困難だった。フランスでは、1882年にセーヴルの窯が実験を始めた。1885年、エルネスト・シャプレはアビランド製陶所からの資金援助を受けて成功を収め、ピエール＝エイドリアン・ダルパイラットも同様のものを作れるようになった。Chapletは、1889年のパリ万国博覧会で、その釉薬を評価され金メダルを得た。
マサチューセッツ州チェルシーにあるチェルシー・ケラミック・アート・ワークスのアメリカ人ヒュー・C・ロバートソンは、1876年のフィラデルフィア博覧会で東洋の釉薬に興味を持ち、釉薬に没頭し、残りの人生すべてにおいて執着することとなった」。彼はとうとう1888年にサン・ド・ブフの一種を開発し、サン・ド・チェルシーと呼ばれたが、翌年には「サン・ド・ブフ釉薬の高価な実験を繰り返してほぼ無一文になり」、窯を閉じた。
イギリスでは、1900年頃にスメスウィックのラスキン陶器が釉薬を作り上げたが、1935年の窯の閉鎖時にすべての製法は破棄された。他にも、バーナード・ムーアの工房においても英国でサン・ド・ブフが生み出された。ストーク＝オン＝トレントにあった彼の窯は、1905年から1915年の事業終了まで、フランベ釉薬専門だった。
1903年から、英国の建築家レスリー・グリーンは、多くの事業者からなるロンドン地下鉄システムの、ほとんどの駅の外装に用いるガラス張りの建築テラコッタタイルと装飾要素に、産業用のしっかりしたサン・ド・ブフ釉薬を使用した。彼の雇い主、ロンドン地下電気鉄道はグレート・ノーザン・ピカデリー・アンド・ブロンプトン鉄道、ベーカーストリート・アンド・ウォータールー鉄道とチャリングクロス・ユーストン・アンド・ハムステッド鉄道を、つまり現在のピカデリー線、ベーカールー線とノーザン線に対応する部分を建設した。タイルはリーズ・ファイアクレイ社が作成した。

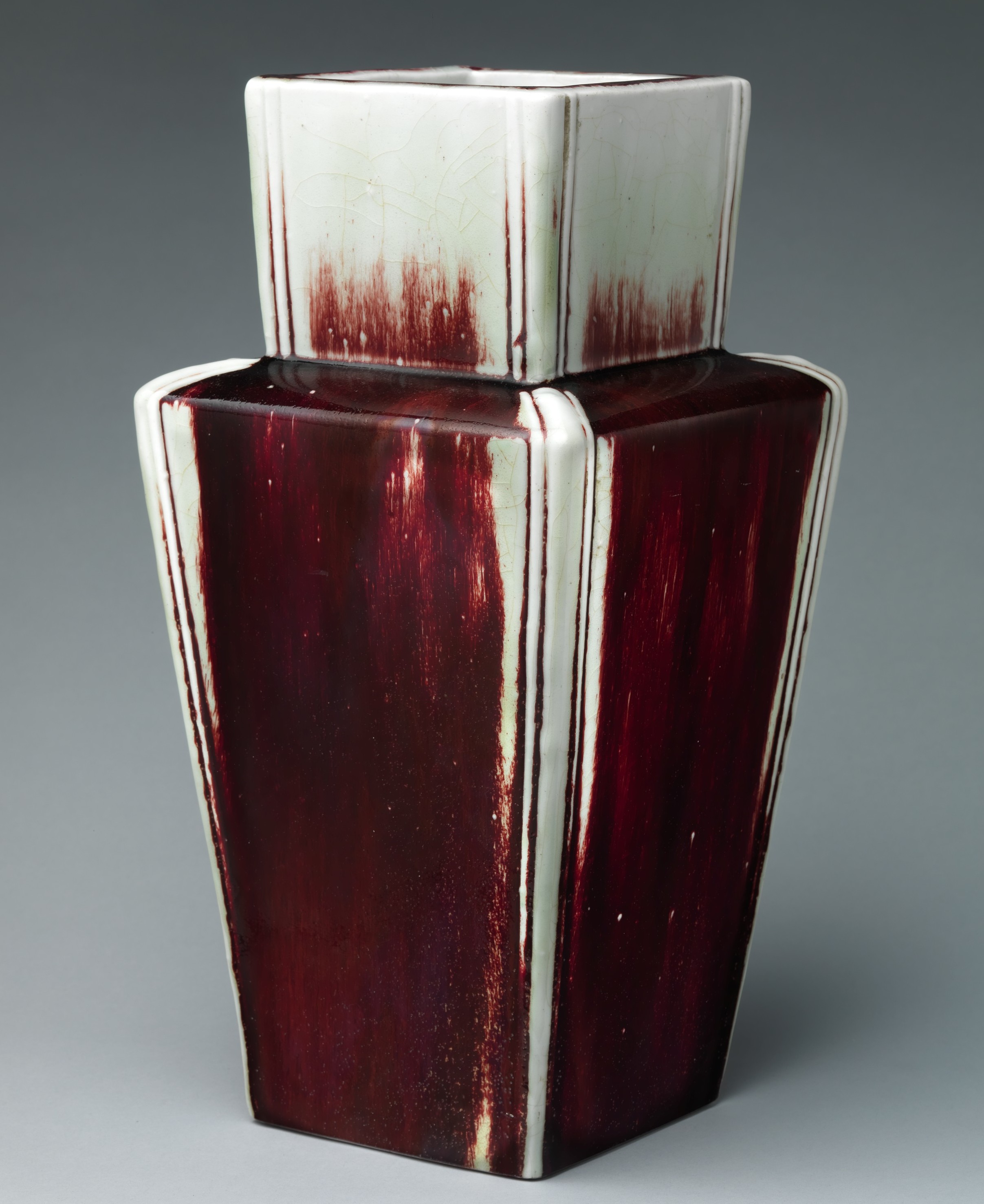
エルネスト・シャプレによる正方形の花瓶、フランス、1889年頃。釉薬を大胆にかすれさせている。
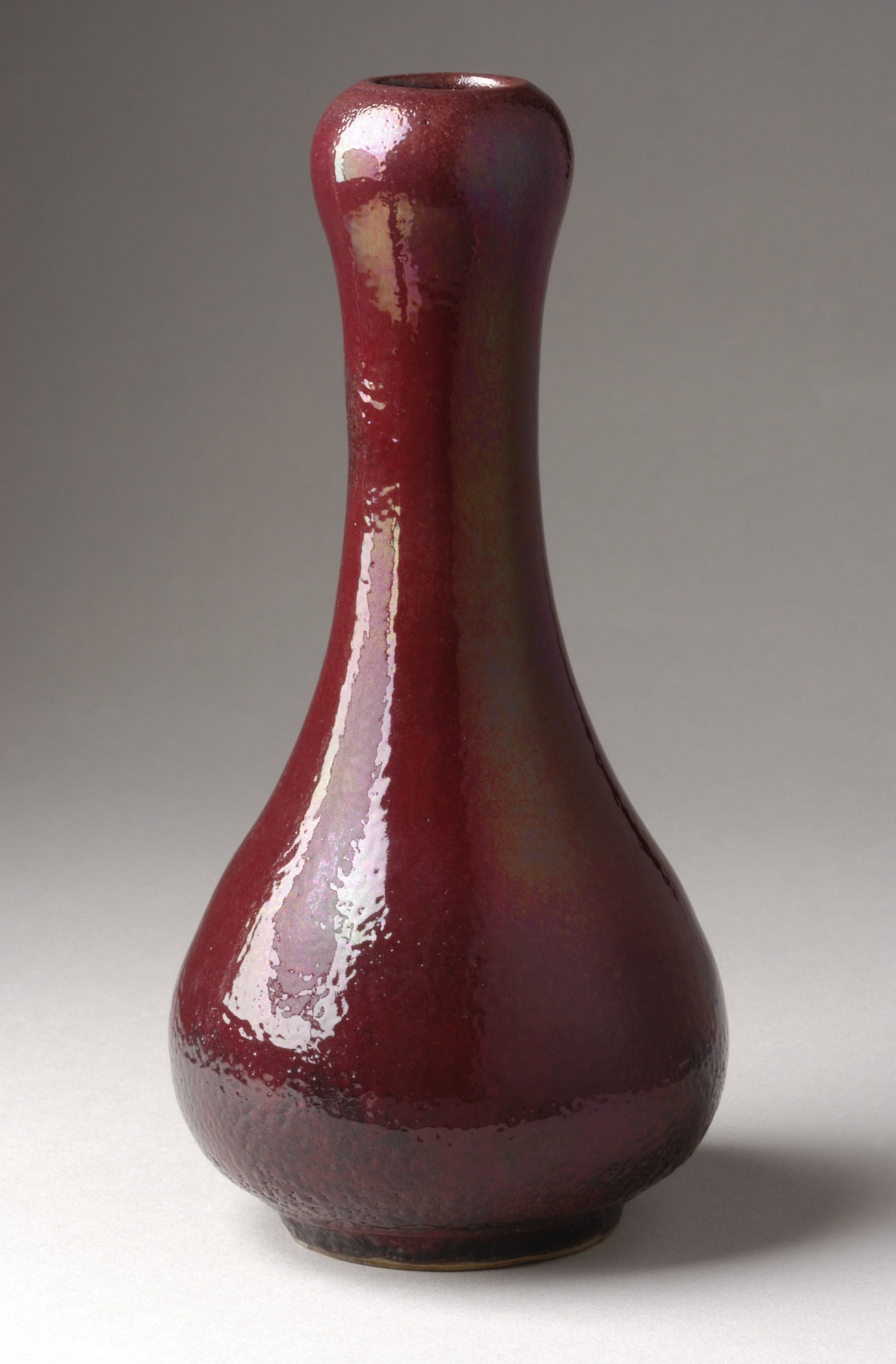
ヒュー・C・ロバートソン（英語版）による花瓶、チェルシー・ケラミック・アート・ワークス、1888年–89年。
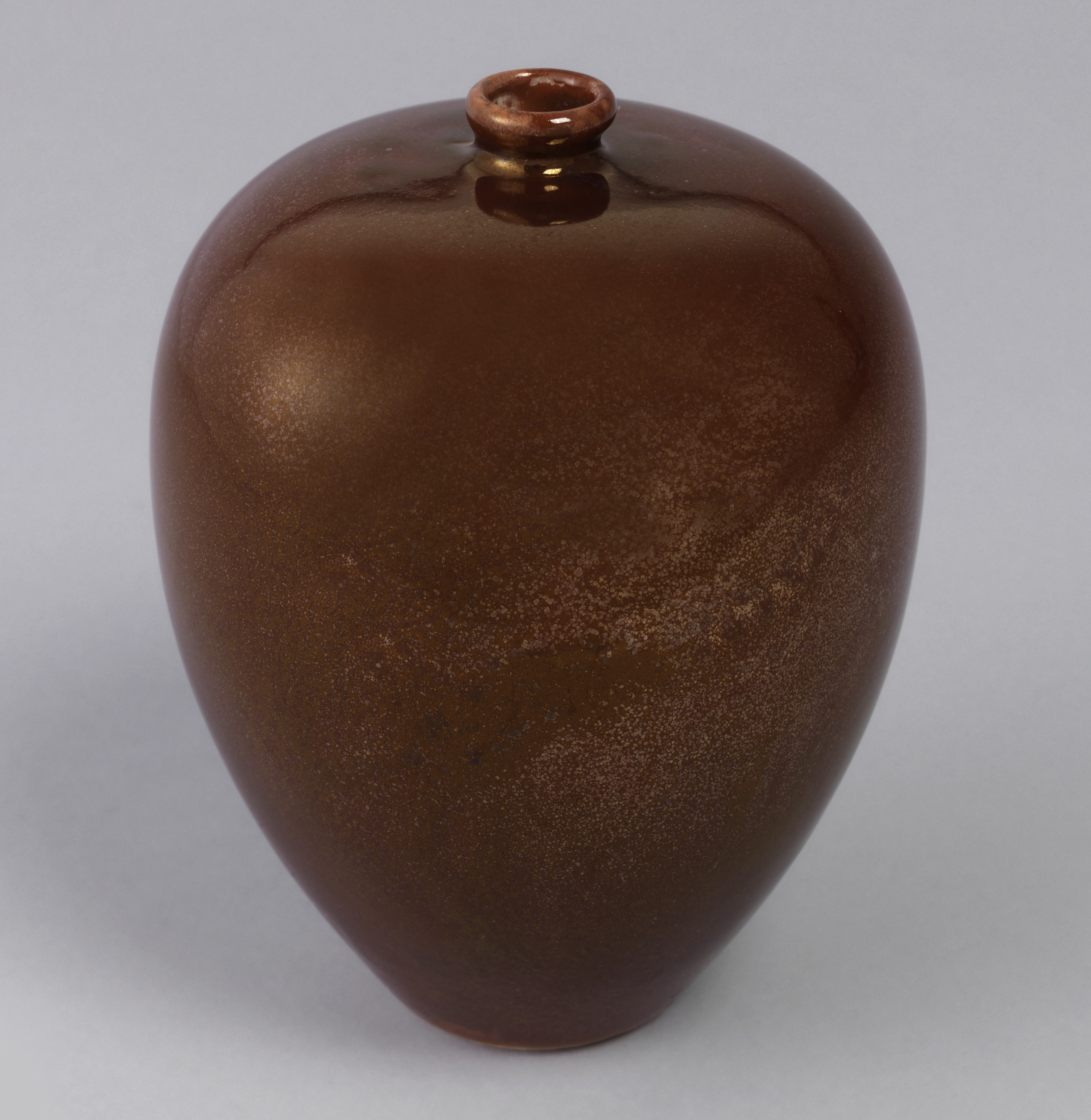
ロックウッド・ポトリー・カンパニー（英語版）、米国、1899年。
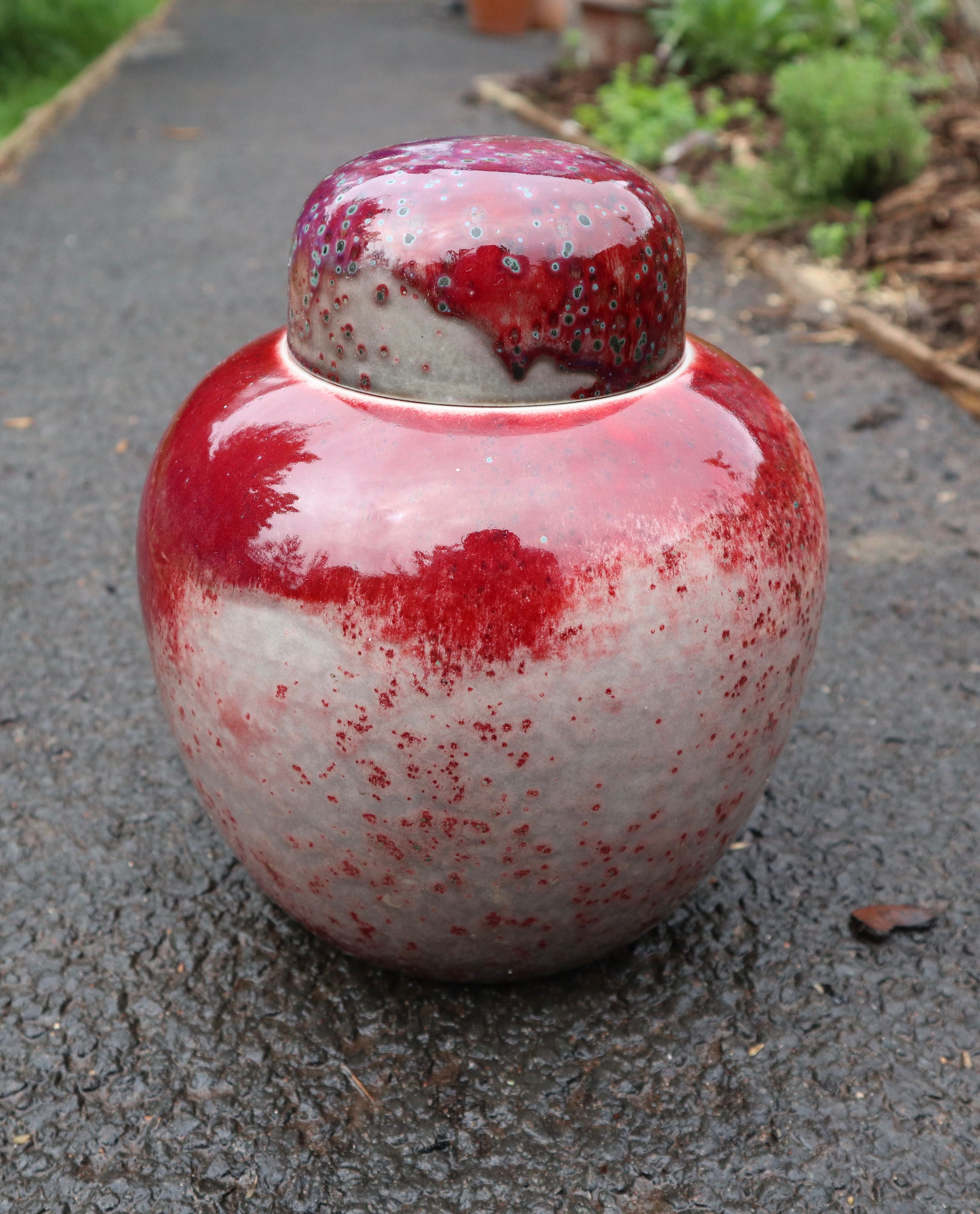
ラスキン・ポトリー（英語版）、英国、1925年。
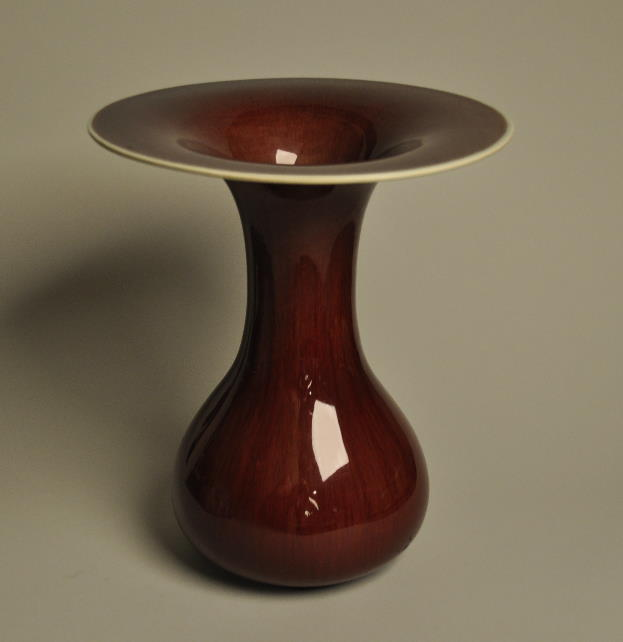
フランシスカン・セラミックス（英語版）、米国、1934年以降。

アメリカの陶芸家、ファンス・フランク（1931–2008）は、パリのワークショップで銅の赤い釉薬を広範に研究し、明代の技法を再発見した。これは中国美術のパーシバルデビッド財団によって支援されていた。

## 注
1. 1 2  Wood, 58
2. ↑  Sullivan, 226; Valenstein, 238–242; Pollock
3. ↑  Valenstein, 238
4. ↑  Ellison, 108–109; Burke and Frelinghuysen, 213–216; Battie, 161–162
5. ↑  Recent books published by the Metropolitan Museum of Art use: "Sang de Boeuf", "sang de boeuf", "sang-de-boeuf". Typically, outside the larger museums, "ox(-)blood" is preferred in America, and sang de boeuf in Great Britain.
6. ↑  Nilsson; Valenstein, 238
7. 1 2  Bruccoleri, para. 10
8. ↑  Nilsson; Valenstein, 238–239; Pollock
9. ↑  Dà Míng Huì Diǎn 大明会典 (Collected Statutes of the Ming Dynasty), vol. 201. line 310
10. ↑  Dà Míng Huì Diǎn (Collected Statutes of the Ming Dynasty), vol. 201. Source: line 321–322. Trad. by Bruccoleri (2019).
11. ↑  Vainker, 187–188; Christie's (see "Lot Essay"), Lot 3108, "An extremely rare early Ming copper-red glazed shallow dish", Sale 2832, "Important Chinese Ceramics and Works of Art", Hong Kong, 1 December 2010
12. ↑  Valenstein, 220–247; Sullivan, 224–228
13. ↑  Savage and Newman, 254; Nilsson; Valenstein, 238–239; Battie, 56
14. ↑  Sullivan, 226
15. ↑  Savage and Newman, 254; Ellison, 109; Valenstein, 238–239
16. ↑  Ellison, 108
17. ↑  Metropolitan Museum, "Square vase, ca. 1889, Ernest Chaplet, French
18. ↑  Burke and Frelinghuysen, 213
19. ↑  Frelinghuysen, Alice Cooney; Adrienne Spinozzi (2009). “American Ceramics, 1876–1956: The Robert A. Ellison Jr. Collection at The Metropolitan Museum of Art”. Antiques & Fine Art:  146–150 2019年8月14日閲覧。.
20. ↑  Burke and Frelinghuysen, 216
21. ↑  Petrie and Livingstone, 99
22. ↑  Bernard Moore
23. ↑  “Green, Leslie”. Exploring 20th Century London.   Renaissance/Museums, Libraries and Archives Council. 2010年8月14日閲覧。
24. ↑  Zhang Fukang, Zhang Pusheng, Fance Franck, "Scientific Study of Sacrificial Red Glazes", in Scott p. 36; Fance Franck, "Study of Fresh Red Porcelain Glaze : A Potter's View", in Scott p. 76.
25. ↑  “Fance Franck – Flacon, 1978” (英語). Phillips. 2019年8月20日閲覧。
26. ↑  Franck, pp. 3–38